# Erzbistum Southwark
Das Erzbistum Southwark (lateinisch Archidioecesis Southvarcensis, englisch Archdiocese of Southwark) ist eine im Vereinigten Königreich gelegene römisch-katholische Erzdiözese mit Sitz in Southwark, einem Stadtbezirk von London.

## Geschichte
Das Bistum Southwark wurde am 29. September 1850 durch Papst Pius IX. aus Teilen des London District des ehemaligen Apostolischen Vikariats England mit der Apostolischen Konstitution Universalis Ecclesiae – Wiederherstellung der katholischen Hierarchie in England – als Bistum Southwark errichtet und dem gleichzeitig gegründeten Erzbistum Westminster als Suffraganbistum unterstellt. Am 19. Mai 1882 gab das Bistum Southwark Teile seines Territoriums zur Gründung des Bistums Portsmouth ab.
Am 28. Mai 1965 trennte Papst Paul VI. mit der Apostolischen Konstitution Romanorum Pontificum das Bistums Arundel und Brighton ab und erhob Southwark in den Rang eines Erzbistums erhoben.

## Ordinarien

### Bischöfe von Southwark
- Thomas Grant, 1851–1870
- James Danell, 1871–1881
- Robert Aston Coffin CSsR, 1882–1885
- John Baptist Butt, 1885–1897
- Francis Alphonsus Bourne, 1897–1903, dann Erzbischof von Westminster
- Peter Emmanuel Amigo, 1904–1949
- Cyril Conrad Cowderoy, 1949–1965

### Erzbischöfe von Southwark
- Cyril Conrad Cowderoy, 1965–1976
- Michael George Bowen, 1977–2003
- Kevin McDonald, 2003–2009
- Peter David Smith, 2010–2019
- John Wilson, seit 2019